# Özer Özdemir
Özer Özdemir (Montivilliers, 5 febbraio 1998) è un calciatore francese naturalizzato turco, difensore del Balıkesirspor.

## Caratteristiche tecniche
È un terzino destro.

## Carriera

### Club
Cresciuto nel settore giovanile del Le Havre, debutta in prima squadra il 4 agosto 2017 in occasione dell'incontro di Ligue 2 vinto 4-1 contro l'Auxerre. Nel 2019 si trasferisce in Turchia allo Yeni Malatyaspor dove però non trova continuità di impiego; al termine della stagione viene ceduto al Denizlispor.

### Nazionale
Ha giocato nelle nazionali giovanili turche Under-15, Under-16, Under-17 ed Under-18.

## Statistiche
Statistiche aggiornate al 26 febbraio 2021.

### Presenze e reti nei club
| Stagione        | Squadra          | Campionato      | Campionato | Campionato | Coppe nazionali | Coppe nazionali | Coppe nazionali | Coppe continentali | Coppe continentali | Coppe continentali | Altre coppe | Altre coppe | Altre coppe | Totale | Totale | Totale |
| Stagione        | Squadra          | Comp            | Pres       | Reti       | Comp            | Pres            | Reti            | Comp               | Pres               | Reti               | Comp        | Pres        | Reti        | Pres   | Reti   |        |
| --------------- | ---------------- | --------------- | ---------- | ---------- | --------------- | --------------- | --------------- | ------------------ | ------------------ | ------------------ | ----------- | ----------- | ----------- | ------ | ------ | ------ |
| 2015-2016       | Le Havre 2       | CFA2            | 6          | 0          |                 | -               | -               |                    | -                  | -                  |             | -           | -           | 6      | 0      |        |
| 2016-2017       | Le Havre 2       | CFA             | 12         | 0          |                 | -               | -               |                    | -                  | -                  |             | -           | -           | 12     | 0      |        |
| 2017-2018       | Le Havre 2       | N2              | 13         | 0          |                 | -               | -               |                    | -                  | -                  |             | -           | -           | 13     | 0      |        |
| 2018-2019       | Le Havre 2       | N2              | 12         | 0          |                 | -               | -               |                    | -                  | -                  |             | -           | -           | 12     | 0      |        |
| 2017-2018       | Le Havre         | L2              | 4          | 0          | CF+CdL          | 1+2             | 0               |                    | -                  | -                  |             | -           | -           | 7      | 0      |        |
| 2018-2019       | Le Havre         | L2              | 4          | 0          | CF+CdL          | 2+3             | 0               |                    | -                  | -                  |             | -           | -           | 9      | 0      |        |
| 2019-2020       | Yeni Malatyaspor | SL              | 8          | 0          | CT              | 3               | 0               |                    | -                  | -                  |             | -           | -           | 11     | 0      |        |
| 2020-2021       | Denizlispor      | SL              | 17         | 1          | CT              | 1               | 0               |                    | -                  | -                  |             | -           | -           | 18     | 1      |        |
| Totale carriera | Totale carriera  | Totale carriera | 76         | 1          |                 | 12              | 0               |                    | -                  | -                  |             | -           | -           | 89     | 1      |        |